# 蔡李佛家拳
蔡李佛家拳（さいりふっかけん）は、中華人民共和国南部で発達した中国武術の門派（流派）で、南派武術の中でも広東省を中心に普及している広東南拳に属する。

## 概説（特徴と歴史・伝統）
蔡李佛の発祥は今から約170年前であるから、中国拳術のなかでは比較的新しい拳術といえる。
創始者は、1805年（1806年との説もあり）広東省新会県梅郷生れの　陳享（ちんきょう、chan heung）である。 陳享が生まれ育ったのは拱北里と俗称される最も貧しい下層階級に類する人々が集まっている場所で、いつしか陳享は武術で身を立てようと決心することになった。 とはいうものの食うのもやっとの生活の中で高手に師事するだけの金銭などあろうはずもなく、親類縁者の紹介で叔父の陳遠護に師事し洪家拳と佛家拳をそれこそ死にもの狂いになって練習した。 この陳遠護なる人物、何を隠そう実は少林寺の高僧、獨杖禅師の嫡伝門徒で歴とした名手である。ただ血の気が多く誤って同輩を殺してしまったため、その罪悪感から世捨て人同然の生活をしていたのであった。 この陳遠護による陳享の峻烈極まる修行は1823年まで続けられた。 17歳にして全伝を習得した陳享は師である陳遠護の紹介状を片手に李友山の元を訪れた。（李友山は李家拳の創始者である） 李の元で苦行を積むこと四年、ついに李家拳の全伝を習得した陳享は、李の老師の師兄弟にあたる少林寺の高僧である蔡福禅師（蔡亜福）を紹介された。 陳享21歳のときである。 即刻、陳享は羅浮山へと足を運び蔡福禅師に師事すること8年、秘伝奥義を伝授され下山を許された。 蔡福禅師は別離の際に陳享に対し「広西八排山に私の師兄弟である青草和尚という人物が隠棲している。興味があるなら一度来訪してみるも良かろう」と言った。 陳享は帰郷をとりやめ、さっそく広西八排山におもむくことにした。 そこで知り合ったのが青草和尚に師事し、十年に渡って佛家拳を修行し全伝を極めた張炎である。 張炎は陳享を一瞥するなり、その非凡なる才能を見抜き、自分の師である青草和尚に引き合わせた。また張炎は下山を許されたので二人は二年間に渡り寝食も忘れるが如く拳技に研究を重ね独自の門派を打ち立て、これを「蔡李佛」と称した。 この後、太平天国の乱が勃発し、蔡李佛はこの乱と深い関わりをもつようになっていく。

## 蔡李佛
「蔡李佛とは、蔡家拳、李家拳、佛家拳の三派合流門派である」 とか 「敬意を込めて三人の師から一字ずつを取って蔡李佛と名付けた」 という文献をよく見かけるが、陳享が師事した中に蔡家拳伝承者は存在せず、また、陳享が学んだ師の中に佛の付く者も存在しない。
陳享の系統を雄勝蔡李佛、張炎の系統を鴻勝蔡李佛と称し、その他に北勝蔡李佛がある。
『数年前、呉伯焔氏が小生に対して　「もしも、蔡李仏派が日本を市場（マーケット）として上陸したならば、おそらく日本中国武術家達（中国拳法のみならず）が大同団結しても、わずか数日でことごとく潰滅するだろう。もちろん我々龍眠楼員にとっても同様に脅威であることには変わりがない。まともに戦うことは自殺行為に等しい」 と、妙に実感を込めて話してくれたことがあった。最強の武術集団と畏怖される龍眠楼員の古参幹部の方々も、話が蔡李仏派に及ぶと皆一様に顔を曇らせた。では蔡李仏派とはどんな門派なのだろうか？』
「蔡李佛百套」といわれ、これは徒手や武器、対打などの型が実際に100種あるという意味ではなく、それくらいスゴ～ク多いという意味であるが実際には100種を優に超える。 徒手の型は”四十九套”と云われているが、その全てを教えているところはたぶん無く、系統にもよるが約10～20種ほどである。（下の 『いくつかの系統の練習内容』 を参考） 学習方法は全部を覚えた後に、その中からいくつかを選択するか、基本を学んだ後に好きなモノだけを選択して習得していくかのどちらかであり、これはそこの先生の方針にもよるみたいだが、徒手の型10個と武器の型10個を覚えるにしても大変である。つまりモノ覚えの悪い人には向かない。